# Vallis Bouvard

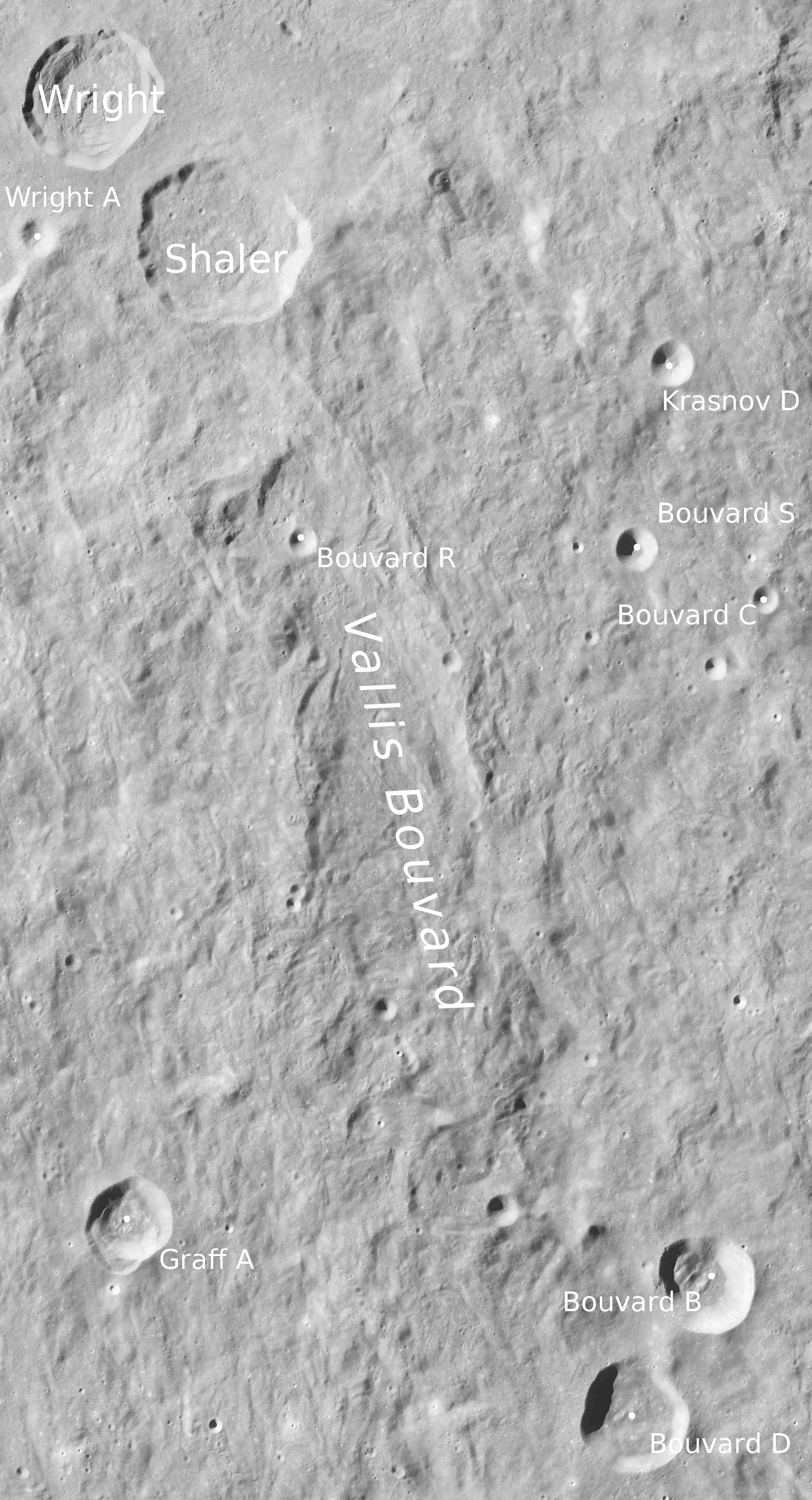
Vallis Bouvard (vedere generală).

Vallis Bouvard este o vale lunară lungă de 284 km pe fața vizibilă a Lunii. Coordonatele sale selenografice sunt 38.3° S și 83.1° W. 
Vallis Bouvard începe de la sudul craterului Shaler și șerpuiește  spre sud-sud-est spre craterul Baade. Este una din numeroasele văi care radiază de la marginea de sud-est a bazinului de impact circular al Mare Orientale. Două alte văi sunt prezente alături, văile Vallis Baade și Vallis Inghirami. 
În 1970, Uniunea Astronomică Internațională a denumit această vale în onoarea astronomului francez Alexis Bouvard.
Mai multe cratere satelite sunt „presărate” în Vallis Bouvard.
| Cratere satelite ale Vallis Bouvard | Coordonate selenografice | Diametre |
| ----------------------------------- | ------------------------ | -------- |
| B                                   | 41,71° S, 79,82° W       | 15 km    |
| C                                   | 37,09° S, 77,48° W       | 15 km    |
| D                                   | 42,77° S, 80,66° W       | 27 km    |
| E                                   | 41,9° S, 77,53° W        | 13 km    |
| F                                   | 42,46° S, 76,55° W       | 12 km    |
| G                                   | 42,07° S, 74,74° W       | 20 km    |
| M                                   | 40,61° S, 77,52° W       | 74 km    |
| N                                   | 38,57° S, 76,52° W       | 66 km    |
| P                                   | 38,92° S, 75,16° W       | 14 km    |
| R                                   | 35,56° S, 84,38° W       | 8 km     |
| S                                   | 35,62° S, 80,63° W       | 12 km    |